# Centrum Tańca i Teatru Suzanne Dellal
Centrum Tańca i Teatru Suzanne Dellal (hebr. ‏מרכז סוזן דלל‎; ang. Suzanne Dellal Center for Dance and Theater) – największe centrum kultury w osiedlu Newe Cedek, w mieście Tel Awiw w Izraelu. Centrum składa się z kompleksu czterech budynków, w których odbywają się liczna przedstawienia teatralne i tańca współczesnego. Ośrodek organizuje także liczne przedstawienia na wolnym powietrzu.
W 2009 izraelski minister kultury Gideon Saar wyróżnił Centrum Tańca i Teatru Suzanne Dellal nagrodą Izraela w dziedzinie sztuki tańca.

## Historia

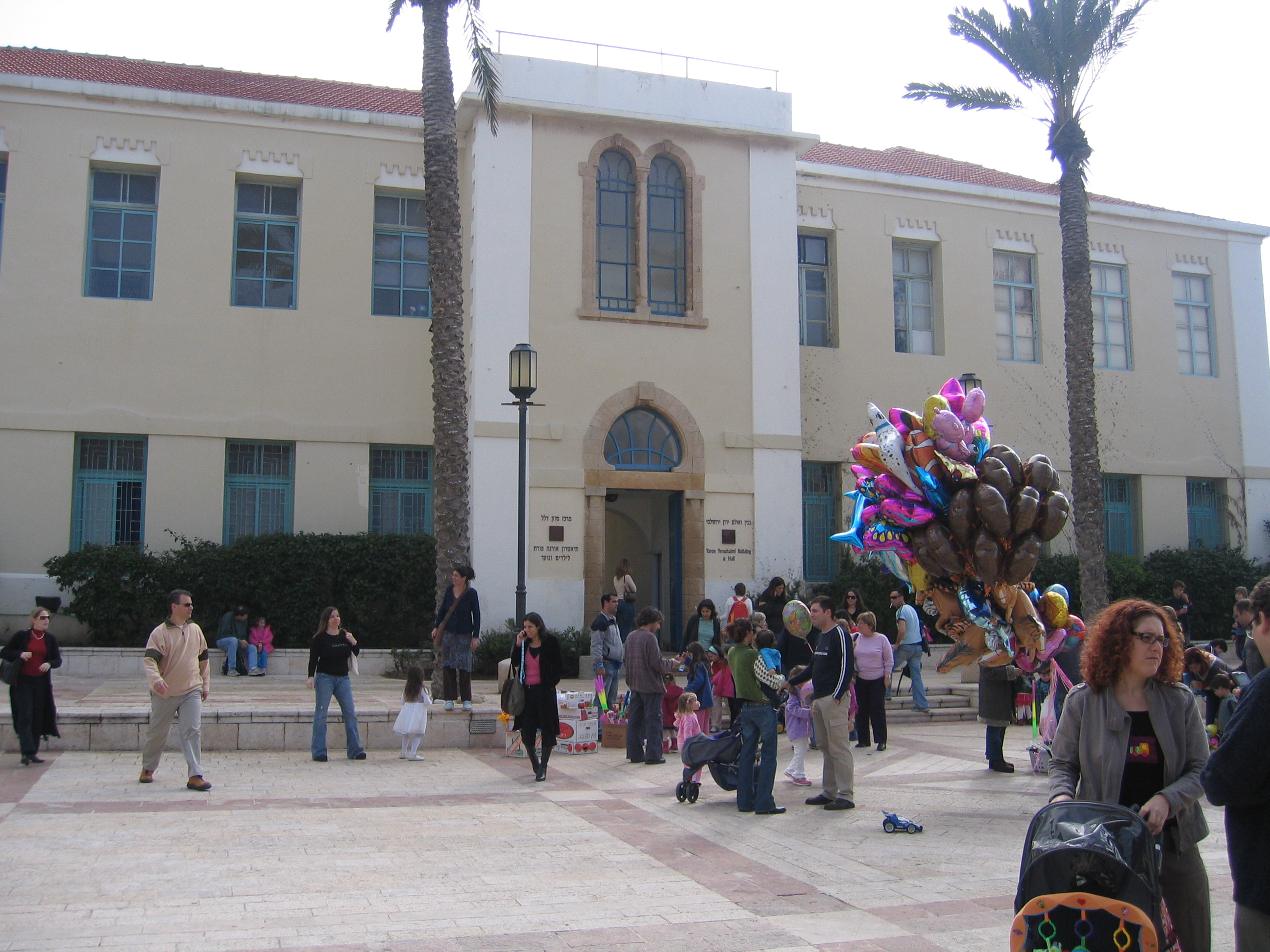
Centrum Tańca i Teatru Suzanne Dellal

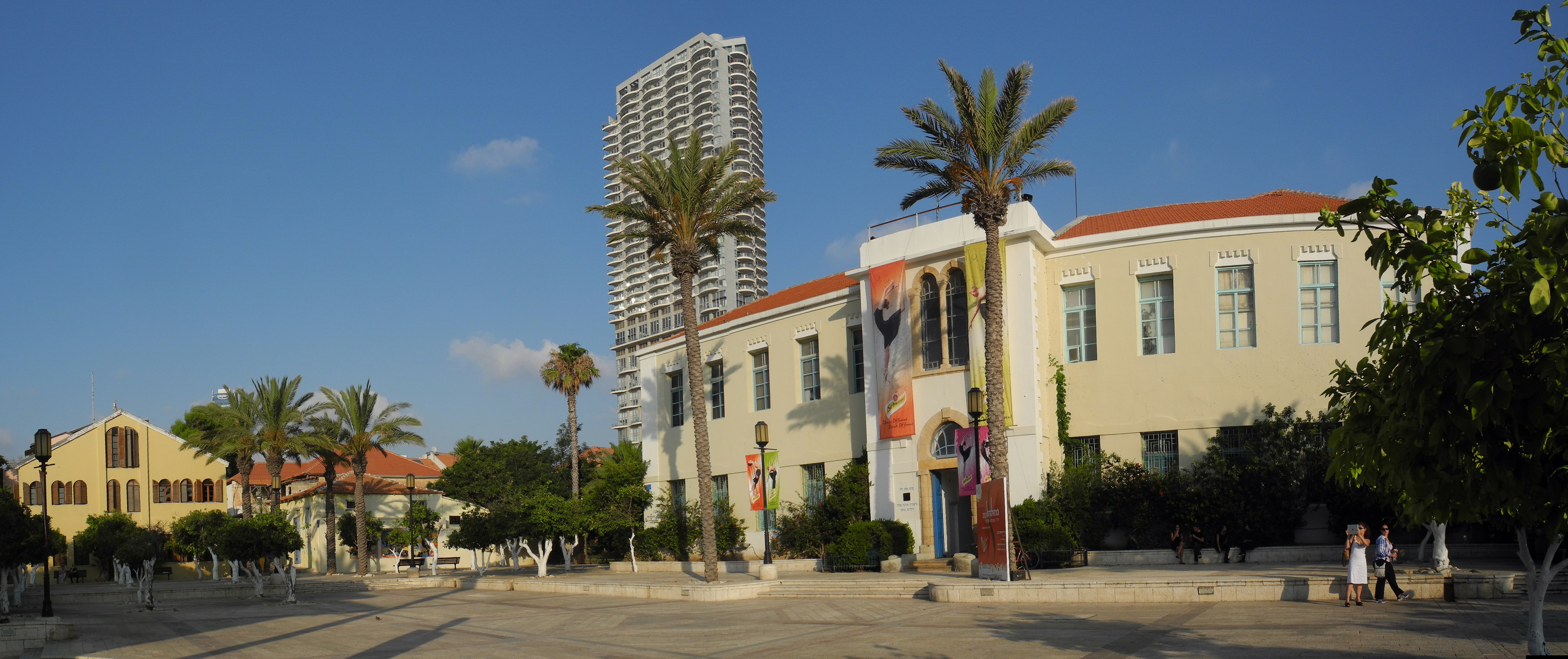
Plac

Ideą założenie centrum była chęć utrzymania kontaktu z dziedzictwem kulturowym w aglomeracji miejskiej Tel Awiwu. Na początku lat 80. XX wieku działalność artystyczna rozpoczęła się w ośrodku kultury „Jaron Jerushalmi” (ירון ירושלמי), nazywanym wówczas Teatrem Neve Tzedek (תיאטרון נווה צדק). Jego działalność była finansowana przez rodzinę Jerushalmi, która nadal wspiera działalność centrum. W oparciu o doświadczenia zdobyte w Teatr Neve Tzedek powstało współczesne centrum.
Pod koniec lat 80. rodzina Dellal z Londynu z inicjatywy ich syna, Zeev Sokołowskiego, zainteresowała się ideą utworzenia w Tel Awiwie nowoczesnego centrum teatru i współczesnego tańca. Przedstawiciel Fundacji Rodziny Dellal, ówczesny burmistrz Tel Awiwu, Szlomo Lahat, umożliwił rozpoczęcie prac remontowych zaniedbanych budynków szkół Aliance i Yechieli w osiedlu Neve Tzedek. Umożliwiło to otworzenie w 1989 Centrum Tańca i Teatru Suzanne Dellal. Innymi sponsorami centrum były władze miejskie Tel Awiwu oraz Ministerstwo Kultury.

## Działalność
Centrum prowadzi swoją działalność w dwóch odrębnych, ale równoległych kierunkach: pierwszy opiera się na działalności wychowawczej poprzez propagowanie idei współczesnej sztuki w młodym pokoleniu, a drugi koncentruje się wokół głównej sceny na której artyści prezentują osiągnięcia swojej pracy. Takie myślenie zaowocowało realizacją licznych projektów, koncentrując wokół centrum tancerzy, artystów i choreografów, wspierając ich twórczość i umożliwiając im dzielenie się swoimi pracami z dużą publicznością.
W centrum realizowane są liczne projekty:
- Cienie Tańca – projekt umożliwiający debiut młodym niedoświadczonym choreografom, którzy mogą rozwijać swoje umiejętności pod nadzorem zawodowego dyrektora artystycznego. Dla większości izraelskich choreografów był to pierwszy krok na scenie współczesnego tańca.
- Kurs Choreografii – projekt umożliwiający młodym izraelskim choreografom przejście szkolenia pod kierownictwem światowej sławy choreografów, takich jak Bob Cohen, Daniel Ezralow, Josef Nadj i Ohad Naharin.
- Zasłony w górę – projekt finansowany przez Ministerstwo Edukacji, Kultury i Sportu. Jest to atrakcyjny projekt wspierający przedsięwzięcia artystów we wszystkich aspektach ich produkcji: próby, szkolenia, kostiumy, kampania reklamowa, scena i dochód ze sprzedaży biletów. Artyści mogą skupić się wyłącznie na swojej pracy, wystawiając swoje przedstawienia w całym Izraelu.
- Lato tańca – w okresie letnim w centrum odbywa się dwumiesięczny festiwal tańca, który kończy sezon sceny tańca izraelskiego. Umożliwia on zaprezentowanie najlepszych dzieł roku.
- Inny taniec – projekt umożliwia artystom tańca korzystać ze wsparcia technicznego i logistycznego centrum, w celu prezentacji tancerzy w mniejszych i bardziej kameralnych dziełach. Artyści mają pełną wolność artystyczną przy realizacji swoich prac.
- Międzynarodowe Narażenia – projekt będący w całości inicjatywą Centrum Suzanne Dellal. Odbywa się każdego roku, na przełomie listopada i grudnia. Projekt zaprasza zagranicznych artystów do zaangażowania się w działalność miejscowej sceny tańca. Inicjatywa ta otworzyła nowe kanały komunikacji i zainteresowań, umożliwiając wielu izraelskim tancerzom wejście na znane sceny na całym świecie. Jest to także dobra promocja izraelskiego tańca na międzynarodowych festiwalach.

W centrum realizowane są także imprezy o znaczeniu międzynarodowym:
- Międzynarodowy Konkurs Tańca Suzanne Dellal – główny projekt realizowany w centrum, którego celem jest połączenie lokalnej sceny ze sceną międzynarodową. Niektórzy laureaci zostali zaproszeni do realizacji choreografii izraelskiego tańca, ucząc w ten sposób izraelskich tancerzy i choreografów.
- Taniec Europy – projekt został zainicjowany w 1999 przez delegację Unii Europejskiej, aby wzmocnić wymianę doświadczeń i osiągnięć izraelskiej sceny z europejską sceną tańca. Od 2003 jest to wspólne przedsięwzięcie Centrum Suzanne Dellal i Tel Awiw Performing Arts Center.
- Teatroneto – oryginalny międzynarodowy projekt realizowany Teatr Bimot i Centrum Suzanne Dellal, który promuje jednego aktora lub aktorkę. Dla wielu artystów projekt ten był początkiem międzynarodowej kariery. Wiele produkcji tego projektu weszło na stałe do repertuaru izraelskich teatrów.
- Magiczne Bajki, w pamięci Yaron Yerushalmi – letni projekt promujący taniec, teatr, muzykę i śpiew. W jego ramach są organizowane wydarzenia kulturalne dla całych rodzin.
- Dzień Flamenco – festiwal promujący taniec flamenco i kulturę hiszpańską w Izraelu.
- Konkurs Baletu Mia Arbatowa – konkurs baletu, zorganizowany w celu upamiętnienia pioniera izraelskiego baletu, Mia Arbatowa.
- Taniec Brzucha – konkrs promujący taniec wschodni.

Centrum służy jako siedziba dwóch zawodowych zespołów tańca nowoczesnego – Bat-Sheva i Inbal.

### Zespół Tańca Bat-Szewa

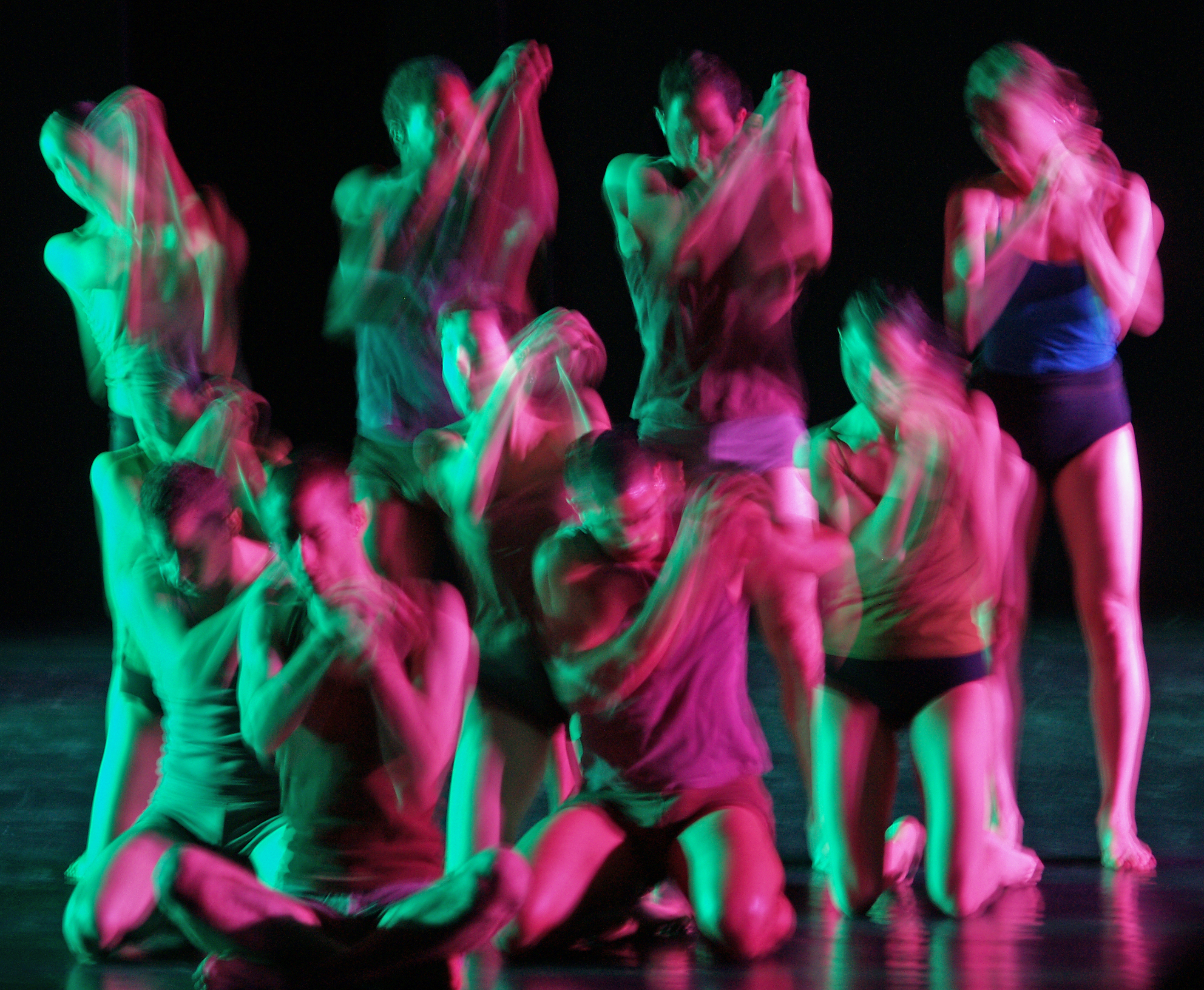
Zespół tańca Bat-Szewa

Zespół Tańca Bat-Szewa (ang. Batsheva Dance Company) został założony w 1964 przez Martha Grahama i baronową Batsheva de Rothschild. Zespół prezentuje współczesny taniec i jest znany z wielu przełomowych i innowacyjnych spektakli o zasięgu międzynarodowym.

### Teatr dla Dzieci i Młodzieży Orna Porat
Teatr dla Dzieci i Młodzieży Orna Porat został założony przez Ministerstwo Edukacji i Kultury w 1970 i jest organizacją publiczną non-profit. Przewodniczącym jest Michael Jerushalmi. Wszystkie przychody teatru są wykorzystywane do realizacji jego celów i finansowania dalszej swojej działalności. Głównym celem jego działalności jest zapoznanie wszystkich izraelskich dzieci ze sztuką teatru. Każdego roku teatr wystawia około 750 przedstawień dla 400 tys. widzów w 250 miastach i osiedlach całego kraju. Jest to największe przedsięwzięcie teatralne realizowane w Izraelu.

### Teatr Tańca Inbal – Inbal Ethnic Centrum
Teatr Tańca Inbal został założony w 1950 przez Sarę Levi-Tanai. Grupa teatralna koncentruje się na tradycji i dziedzictwie żydowskim, ale interesuje się także folklorem innych grup etnicznych żyjących w Izraelu, takich jak folklor jemeński, marokański, perski, kurdyjski, chasydzki i arabski.